# Fabel van Jotam
De fabel van Jotam is een fabel in Rechters 9, een boek in de Hebreeuwse Bijbel.

## De context
Abimelech, de zoon van rechter Gideon, wilde koning worden en vermoordde met een bende "leeglopers en avonturiers" uit Sichem zijn zeventig broers. Alleen de jongste, Jotam, wist te ontkomen. Toen de inwoners van Sichem bij de vlakte van de terebint waren verzameld om Abimelech tot koning uit te roepen, sprak Jotam hen vanaf de top van de berg Gerizim toe. Deze toespraak is bekend geworden als de fabel van Jotam. Jotam vluchtte vervolgens voor de wraak van zijn broer Abimelech naar Beër.
Zijn woorden bleken profetisch:  Abimelech werd na drie jaar uit Sichem verdreven. Dit leidde tot gewelddadigheden rond de stad. Abimelech moest zijn slechtheid uiteindelijk met de dood bekopen.

## De fabel
1. Eens gingen de bomen eropuit om iemand tot koning te zalven. Ze vroegen aan de olijfboom: “Wilt u koning over ons worden?”
2. Maar de olijfboom antwoordde: “Moet ik dan ophouden met mijn olie te geven, waar goden en mensen mij om eren en moet ik boven de andere bomen gaan zweven?”
3. De bomen vroegen aan de vijgenboom: “Wilt u koning over ons worden?”
4. Maar de vijgenboom antwoordde: “Moet ik dan ophouden met mijn zoete en heerlijke vruchten te geven en moet ik boven de andere bomen gaan zweven?”
5. Daarop vroegen de bomen aan de wijnstok: “Wilt u koning over ons worden?”
6. Maar de wijnstok antwoordde: “Moet ik dan ophouden met mijn sap te geven, dat goden en mensen verblijdt, en moet ik boven de andere bomen gaan zweven?”
7. Daarop vroegen alle bomen aan de doornstruik: “Wilt u koning over ons worden?”
8. En de doornstruik antwoordde: Als u mij werkelijk tot koning wilt zalven, kom dan maar schuilen onder mijn schaduw. Wilt u dat niet, dan zal er van de doornstruik een vuur uitgaan, dat zelfs de ceders van de Libanon verteert.”
9. Het is wel duidelijk dat het niet oprecht en trouw van u was om Abimelek tot koning uit te roepen; daarmee bent u uw verplichtingen tegenover Jerubbaäl en zijn familie niet nagekomen! Heeft hij dat verdiend?
10. Mijn vader was het die voor u heeft gestreden, die zijn leven voor u op het spel heeft gezet en die u uit de macht van de Midjanieten heeft bevrijd.
11. Toch hebt u zich vandaag tegen mijn familie gekeerd. De zeventig zonen van mijn vader hebt u op één en dezelfde steen vermoord, en Abimelek, een zoon van zijn slavin, hebt u tot koning over de burgers van Sichem uitgeroepen, en dat alleen omdat hij uw broeder is.
12. Als u meent dat u vandaag oprecht en trouw geweest bent tegenover Jerubbaäl en zijn familie, dan wens ik u veel geluk met Abimelek, en hem met u!
13. Maar als dat niet zo is, dan moge er van Abimelek een vuur uitgaan dat de burgers van Sichem en Bet-Millo verteert, en van de burgers van Sichem en Bet-Millo een vuur dat Abimelek verteert.’

Bron: Willibrordvertaling 1995